# Licejska knjižnica v Ljubljani
Licejska knjižnica v Ljubljani, poimenovana tudi Licejka ali uradno Študijska knjižnica je prva slovenska knjižnica, namenjena podpori izobraževanju in raziskovalnemu delu in danes velja za predhodnico Narodne in univerzitetne knjižnice v Ljubljani. Izšla je iz želje, da se v Ljubljani zopet ustanovi univerza. Najprej so jo smeli uporabljati samo licejski učitelji, za dijake in javnost so jo odprli leta 1794. Pravico prejemati obvezne izvode vseh tiskov z območja dežele Kranjske in s tem značaj deželne knjižnice je dobila leta 1807. V času Ilirskih provinc je imela knjižnica pristojnost zbirati obvezne izvode s celotnega ozemlja upravnega območja Ilirskih provinc.

## Nastanek licejske knjižnice
Ustanovna listina knjižnice ni ohranjena, cesarski dvorni urad pa 8. oktobra 1774 že piše o liceju in njegovi knjižnici, ki je bila ustanovljena za splošno uporabo. Pred požarom v jezuitskem kolegiju so rešili 637 knjig, Marija Terezija pa je te knjige namenila nastajajočemu liceju. Vse do leta 1790 je knjižnica prevzela veliko knjig iz samostanov, ki so jih razpustili zaradi reforme cesarja Jožefa II (med drugim dela iz knjižnice kartuzijanskega samostana v Bistri pri Vrhniki, iz samostana ljubljanskih avguštincev, samostana kostanjeviških cistercijanov, samostana devinskih servitov, ljubljanskih bosonogih avguštincev idr.), prejela pa je tudi več donacij knjig iz zasebnih zbirk.

## Instrukcija za delovanje knjižnic iz leta 1778
Instrukcijo za vse univerzitetne in licejske knjižnice (Instruktion vorgeschrieben für alle Universitäts - und Lycealbibliotheken) je predpisoval dekret dvorne študijske komisije štev. 628 z dne 30. aprila 1778. Instrukcija je predvidevala: sistematično sortiranje knjig v knjižnične oddelke; upoštevanje časovnega zaporedja ter upoštevanje formata knjič pri sortiranju; označevanje omar z rimskimi številkami, polic z latiničino črko, knjig pa z arabsko številko, ki je določevala mesto knjige na polici; izdelavo osnovnega kataloga, na katerem so poleg naslova in imena avtorja knjige napisani še kraj, leto, format naklade, vezava in njeno mesto v knjižnici; abecedni, sistematični in stvarni katalog; odprtost knjižnice ter svobodno in neomejeno uporabo knjig idr.

## Wilde in instrukcija na Slovenskem
Prvi v licejski knjižnici zaposleni bibliotekar je bil Franz Xaver Wilde. V letih 1789 – 1809 je strokovno uredil knjižnico ter napisal prve kataloge. Leta 1789 je izdelal popis šestih zbirk knjižnic, ki jih je licejka prevzela v preteklem obdobju. Popis, ki obsega 7.538 del v 2.486 zvezkih, je bil izdelan v dveh izvodih, original danes hrani NUK.
Leta 1791 se je začela selitev fondov v nove licejske prostore. Leta 1800 so pod Wildejevim vodstvom začeli sestavljati nov, tako imenovani znanstveni katalog. Ostajajo brez ostalih katalogov, ki jih predpisuje instrukcija. Michael Lieb v svojem poročilu leta 1810 izpostavlja še nekatere pomanjkljivosti: da je fond zastarel, knjigam manjkajo kataložni vpisi, lokalne signature, knjige pa so zaradi pomanjkanja prostora shranjene na različnih lokacijah. 
Leta 1807 knjižnica z dekretom združene dvorne pisarne dobi pravico do obveznega izvoda knjig, ki so bile natisnjene na Kranjskem, kasneje se ta privilegij razširi na vse tiskano gradivo. Dekret iz dne 24. julija 1810 pa je v prvem členu določal, da se mora od vsake v Ilirskih provincah tiskane ali uvožene knjige poslati po en izvod glavni cenzuri. V četrtem členu bilo določeno, da morajo tiskarne od vsake tiskane knjige poslati po en izvod vsakemu liceju, glavni cenzuri pa potrdilo o tem. Tako je licejska knjižnica dobila pravico na dolžnostne izvode iz Ilirskih provinc.
Leta 1824 je bila v licejsko knjižnico premeščena odkupljena knjižnica barona Žige Zoisa. Leto kasneje je dvorna študijska komisija izdala novo splošno bibliotečno instrukcijo za univerzitetne, licejske in študijske knjižnice. 

## Matija Čop
Matija Čop je od leta 1828 vzporedno poučeval kot profesor na Reki in vodil knjižnico, od leta 1830 do svoje smrti pa je bil zaposlen kot vodja Licejske knjižnice. Hitro je ugotovil, da je knjižno gradivo neurejeno, dotok knjig je bil slab, knjižnica brez osnovnega in lokalnega kataloga, gradivo brez signatur, omare brez etiket. 20. marca 1831 je na gubernijsko zahtevo predložil načrt za temeljito reformo knjižnice in za novo postavitev knjižničnega gradiva – licejska knjižnica je začela dobivati novo podobo.
1833 je ljubljanskemu guberniji poročal, da je potem, ko je za glavno dvorano v novembru leta 1832 dobil nove knjižne omare, moral večji del gradiva prestaviti in preurediti, hkrati pa je izdeloval tudi osnovni katalog vsega gradiva. V poročilu tudi piše, kako je moral stare, neobdelane knjižne fonde najprej očistiti prahu in trohnobe, ki sta se desetletja nabirala na njih, potem pa jih postaviti na ustrezna mesta in jih primerno obdelati. Pri delu je bil Čopu v pomoč skriptor Miha Kastelic.
Po tragični in prezgodnji smrti Matije Čopa sta njegovo delo nadaljevala Kastelic in Jurij Kosmač, ki sta tudi končala prvi listkovni katalog.

## Po ukinitvi liceja
Po ukinitvi liceja leta 1850 se je knjižnica preimenovala v Študijsko knjižnico, po koncu prve svetovne vojne pa so jo 1919 preimenovali v Državno študijsko knjižnico in je tako postala osrednja knjižnica Slovenije s pravico do prejemanja obveznega izvoda tiskov s tega območja. Leta 1907 se knjižnica preseli v nove prostore na Poljanski cesti. Univerza knjižnico prevzame 5. julija 1938, fonde pa v Plečnikovo palačo preselijo leta 1941. Po koncu 2. svetovne vojne in osvoboditvi leta 1945 je bil univerzitetni knjižnici priznan tudi pravni status slovenske nacionalne knjižnice in njen naziv spremenjen v Narodno in univerzitetno knjižnico (NUK) v Ljubljani.